# Montes Jura

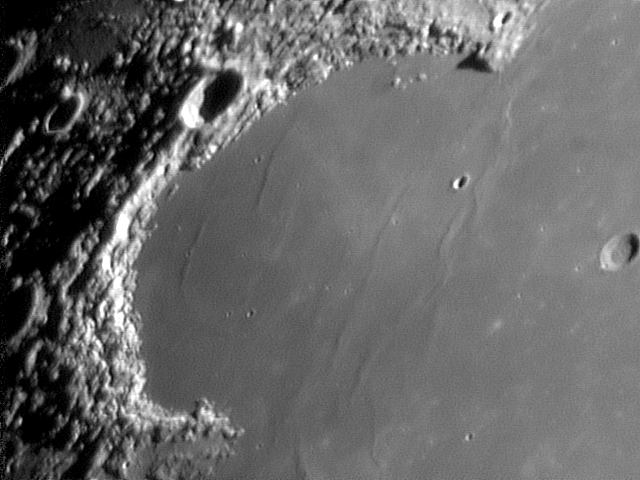
Montes Jura obklopuje měsíční záliv Sinus Iridum. Výrazný kráter na hranici zálivu (na fotografii nahoře poněkud vlevo) je Bianchini, kráter na pravém okraji uprostřed se jmenuje Helicon. Jednolitá šedá plocha napravo je Mare Imbrium (Moře dešťů).

Montes Jura je pohoří obklopující měsíční oblast Sinus Iridum (Záliv duhy) v severozápadní části Mare Imbrium (Moře dešťů) na přivrácené straně Měsíce. Jde o okrajový val obřího kráteru, jehož jihovýchodní okraj byl narušen a vnitřek byl zatopen lávou. Pohoří se táhne na ploše o průměru cca 420 km, střední selenografické souřadnice jsou 47,5° S, 36,1° Z.
Na okrajích této oblasti leží dva mysy - Promontorium Laplace na severovýchodě a Promontorium Heraclides na jihozápadě. Západně od pohoří Montes Jura se v hornaté oblasti nachází kráter Sharp, v severní části pohoří na hranici se zálivem leží kráter Bianchini.

## Název
Pohoří Montes Jura pojmenoval německý kartograf Ernst Debes podle francouzsko-švýcarského pohoří Jura.